# Talanoa Hufanga
Talanoa Hufanga, né le 1er février 2000 à Corvallis dans l'État d'Oregon, est un sportif professionnel américain de football américain jouant au poste de safety dans la National Football League (NFL) depuis la saison 2021 et pour la franchise des Broncos de Denver depuis 2025.
Au niveau universitaire, Hufanga a joué pour les Trolans de l'université de Californie du Sud pendant trois saisons au sein de la NCAA Division I FBS. Il est ensuite sélectionné en 180e choix global lors du 5e tour de la draft 2021 par la franchise des 49ers de San Francisco.
Remplaçant du vétéran Jaquiski Tartt (en) lors de sa première saison professionnelle, il inscrit le touchdown victorieux en unités spéciales contre les Packers de Green Bay au cours de la série éliminatoire après avoir récupéré un punt adverse bloqué par son équipier Jordan Willis (en).
En 2022, il est désigné titulaire à son poste et inscrit un touchdown en quatrième semaine contre les Rams de Los Angeles, après avoir intercepté une passe de Matthew Stafford qu'il retourne sur 52 yards. Il est sélectionné pour son premier Pro Bowl ainsi que dans la première équipe All-Pro en fin de saison.
Il participe aux 10 premiers matchs de la saison 2023 avant de se déchirer le ligament croisé antérieur. Blessé, il ne dispute pas le Super Bowl LVIII que les 49ers perdent 25 à 22 en prolongation contre les Chiefs de Kansas City.
Sa saison 2024 n'est pas meilleure puisqu'il rate les deux premiers matchs n'étant pas totalement rétabli de son ligament déchiré, qu'il se blesse en 4e semaine à la cheville et en 5e semaine au poignet (déchirure de ligaments). Il revient finalement pour jouer les cinq derniers matchs de la saison.
Le 10 mars 2025, devenu agent libre, Hufanga signe un contrat de trois ans pour un montant de 45 millions de dollars (dont 20 millions garantis) avec les Broncos de Denver,.